# Križna Gora, Škofja Loka
Križna Gora je naselje na slemenu nad dolino Selščice v Občini Škofja Loka.
Sleme na katerem stoji naselje se proti severu vzpenja proti Lužam (716 mnm), na jugu pa proti Vrhu Soteske (735 mnm). Južno od naselja stoji  na slemenu cerkev sv. Križa ( do 1867 sv. Urha), ki je priljubljena izletniška točka. Skromna enoladijska poznogotska stavba s konca 15. stoletja skriva v prezbiteriju izjemne freske iz leta 1502, ki spadajo v vrh poznogotskega realizma v slikarstvu na Slovenskem.
- Cerkev sv. Križa na Križni gori
- Glavni oltar
- Poznogotske freske v prezbiteriju
- Spomenik NOB 1944, Križna Gora nad Škofjo Loko.
- Zadaj desno za križem nad krošnjami dreves se vidi zvonik cerkve na Križni Gori.